# 斯托羅尼巴比
49°56′10″N 24°38′16″E / 49.93611°N 24.63778°E
斯托羅尼巴比（烏克蘭語：Сторонибаби），是烏克蘭西部的村莊，隸屬利維夫州的佐洛奇夫區。該村始建於1476年，面積1.75平方公里，海拔高度221米，2001年人口803。